# Salomona obscura
Salomona obscura är en insektsart som först beskrevs av Christoph Gottfried Andreas Giebel 1861.  Salomona obscura ingår i släktet Salomona och familjen vårtbitare.

## Underarter
Arten delas in i följande underarter:
- S. o. javanica
- S. o. obscura